# 15695 Fedorshpig
15695 Fedorshpig este un asteroid din centura principală de asteroizi.

## Descriere
15695 Fedorshpig este un asteroid din centura principală de asteroizi. A fost descoperit pe 11 septembrie 1985 la Observatorul de Astrofizică din Crimeea de Nikolai Cernîh. Asteroidul prezintă o orbită caracterizată de o semiaxă mare de 2,43 ua, o excentricitate de 0,25 și o înclinație de 2,8° în raport cu ecliptica.